# 伊都国
伊都国（いとこく）は、『魏志倭人伝』など中国の史書にみえる倭国内の国の一つである。末廬国から陸を東南に500里進んだ地に所在するとされ、大和時代の伊覩縣（いとのあがた）、現在の福岡県糸島市の一部と福岡市西区の一部（旧怡土郡）に比定している研究者が多い。

## 概要
『魏志倭人伝』には、「東南陸行五百里 至伊都國。官曰爾支 副曰泄謨觚・柄渠觚。有千余戸 丗有王 皆統属女王國。郡使往来常所駐」（「三国志魏書、巻三十、東夷伝、倭人（略称、魏志倭人伝）」）と記されている。
原文のおよその意味は、「（末廬國から）東南へ陸を500里行くと、伊都國に到る。そこの長官を爾支（にし、じき）といい、副官は泄謨觚（せつもこ、せつぼこ、せもこ）・柄渠觚（ひょうごこ、へいきょこ、へくこ）という。1000余戸の家がある。代々の王が居た。みな女王国に従属している。帯方郡（たいほうぐん）の使者が往来して、足を止める所である。」となる。
『魏略』には「東南五百里 到伊都國。戸万余。置官曰爾支 副曰洩渓・柄渠。其國王皆属女王也」と記されている。
原文のおよその意味は、「（末廬國から）東南へ500里行くと、伊都國に到る。10000余戸の家がある。そこ置かれた長官を爾支（にき、じき）といい、副官は洩渓（せつけい）・柄渠（ひょうご、へいきょ、へく）という。その国の王は皆女王に属する」となる。
『魏志倭人伝』、『魏略』の中で『王』が居たと明記されている倭の国は伊都国と邪馬台国と狗奴国で、他の国々には長官、副官等の役人名しか記されていない。

### 一大率
一大率は女王国の官人である。その官名は城郭の四方を守る将軍である大率に由来するとする説もある（『墨子』の「迎敵祠」条）。
『魏志倭人伝』には、「自女王國以北　特置一大率　検察諸國　諸國畏揮之　常治伊都國　於國中有如刺史」と記されている。
原文のおよその意味は、「女王国は北側に一大率（いちだいそつ、いちたいすい）を置いて、特に（＝厳しく）検察している。諸国はこれ（＝女王国）を畏（おそ）れ、気を使っている。伊都国に（魏の帯方郡「治」のような）役所を常設した。国中（＝魏）の刺史と同職のようである。」である。

### 日本側文献の記述
旧怡土郡は大化の改新以前は伊覩縣が置かれ、『日本書紀』によるとその祖の名は五十迹手（いとて）で仲哀天皇の筑紫親征の折に帰順したとされる。福岡市西区には伊覩神社が存在している。五十迹手は筑紫に行幸した天皇を出迎えて宝物を奉ったため、天皇から「勤し（伊蘇志[いそし]）」と讃えられた。それがなまって伊覩(いと)になったと伝える。『釈日本紀』が引く『筑前国風土記』逸文ではこれに加えて五十跡手が「自分は高麗の意呂山（おろのやま）に天より下った日桙（ひぼこ）の苗裔である」と天皇に奏上したとある。

## 考古遺跡
糸島市三雲を中心とした糸島平野の地域に伊都国があったとする説が有力である。弥生時代中期後半から終末期にかけて厚葬墓（こうそうぼ）（王墓）が連続して営まれており、それが三雲南小路遺跡（三雲・井原遺跡南小路地区）・平原遺跡（曽根遺跡群）である。三雲・井原遺跡付近に位置する井原鑓溝遺跡は遺物の点から「将軍墓」の可能性が高いとも言われる。

### 三雲南小路遺跡
三雲南小路遺跡は、国の史跡に指定された三雲・井原遺跡の南小路地区を構成する弥生時代中期の方形周溝墓で、甕棺2基を主体部とする王墓と考えられている。
1号甕棺の副葬品は、銅剣1、銅矛2、銅戈1、ガラス璧破片8個以上、ガラス勾玉3個、ガラス管玉60個以上、銅鏡31面以上、金銅製四葉座金具8個体分などである。この他にも鉄鏃 1、ガラス小玉 1が出土している。
鏡の多くは「潔清白」に始まる重圏文または内行花文鏡であり、福岡市博多区の聖福寺に伝えられている内行花文鏡に合う外縁部が出土している。この鏡の直径は16.4センチメートルである。
1号甕棺の北西に近接（15センチメートル横）して 2号甕棺がある。甕棺内に内行花文鏡（日光鏡） 1面が元の位置のまま発見された。直径6.5センチメートル、「見日之光天下大明」（日の光、見（まみ）えれば、天の下、大いに明らかなり）という銘文を持つ青銅鏡である。
副葬品は、銅鏡22面（星雲文鏡1、内行花文銘帯鏡4、重圏文銘帯鏡1、日光鏡16。）以上、ガラス小勾玉12個、硬玉勾玉1個、ガラス製垂飾品(大きさは 1センチメートル弱で紺色)が出土している。 銅鏡は6.5センチメートル前後のものが多い。
1号甕棺を「王」とすれば、2号甕棺は「王妃」に当たるものと推定されている。1.5メートル以上の盛り土の墳丘墓であることは、青柳種信が記すところである。平成の調査で周溝を持つ事が確認され方形周溝墓と判明し、現在その様に復元されている。
なお出土品の有柄銅剣は熱田神宮に祀られている天叢雲剣との関係が指摘されている。

### 井原鑓溝遺跡
三雲・井原遺跡の周辺に井原鑓溝遺跡（いわらやりみぞいせき）がある。（地元の伝えによると、鑓（槍）が土の中から出て来た事から「鑓溝」の小字名がついたらしい）。青柳種信の著書『柳園古器略考』によれば天明年間（1781年 - 1788年）に、この遺跡からは21面の鏡が出土している。拓本からは全てが方格規矩四神鏡（流雲文、草葉文、波文、忍冬様華文などの縁がある）であることが分かっている。後漢尺で六寸のものが多く、王莽の新時代から後漢の時代にかけての鏡である。これらの鏡に加え、巴形銅器3、鉄刀・鉄剣類が発見されているが、細形銅剣・銅矛などが出ていない。
1974年（昭和49年）- 1975年（昭和50年）の調査では、この遺跡の所在を確かめることはできなかった。しかし、甕棺墓であったことは間違いないとされている。

### 平原遺跡
曽根遺跡群の1つ平原遺跡（国の史跡）は、三雲・井原遺跡西側の曽根段丘上に存在する弥生時代後期から終末期の5基の周溝墓群を合わせた名称である。1号墓の「王墓」は、「女王墓」ではないかと云われている。
平原遺跡1号墓（平原弥生古墳）の副葬品は日本最大の、直径46.5センチメートルの大型内行花文鏡（内行花文八葉鏡）4面（5面）、青銅鏡35面（方格規矩四神鏡32、内行花文四葉鏡2、四螭鏡1）、ガラス勾玉3個、丸玉500個以上、瑪瑙管玉12個、ガラス管玉とガラス小玉多数個、素環頭大刀（鉄刀）1、などで、それら副葬品を一括して国宝に指定されている。三種の神器の八咫鏡との関係が議論されている。

## 資料文献
- 「柳園古器略考」青柳種信著
- 「原田大六論」原田大六著
- 「実在した神話」原田大六著
- 「平原弥生古墳　大日孁貴の墓」原田大六著
- 「悲劇の金印」原田大六著
- 「倭女王　大日孁貴の墓」井手將雪著
- 「前原市文化財調査報告書　第七十集　平原遺跡」